# Megalophycita albicostella
Megalophycita albicostella is een vlinder uit de familie van de snuitmotten (Pyralidae). De wetenschappelijke naam van de soort is voor het eerst geldig gepubliceerd in 1953 door Amsel.